# Phyllachora flemingiae
Phyllachora flemingiae är en svampart som beskrevs av T.S. Ramakr. & Sundaram 1955. Phyllachora flemingiae ingår i släktet Phyllachora och familjen Phyllachoraceae.   Inga underarter finns listade i Catalogue of Life.